# Schendylops elegantulus
Schendylops elegantulus är en mångfotingart som först beskrevs av Frederik Vilhelm August Meinert 1886.  Schendylops elegantulus ingår i släktet Schendylops och familjen småjordkrypare. Inga underarter finns listade i Catalogue of Life.